# アーロン・ヒル
アーロン・ウォルター・ヒル（Aaron Walter Hill, 1982年3月21日 - ）は、アメリカ合衆国カリフォルニア州トゥーレアリ郡バイセイリア出身の元プロ野球選手（二塁手、三塁手、左翼手）。右投右打。

## 経歴

### プロ入りとブルージェイズ時代
2003年のMLBドラフト1巡目(全体13位)でトロント・ブルージェイズから指名され、プロ入り。
2005年5月20日のワシントン・ナショナルズ戦でメジャーデビュー。控えの内野手という形での出場となったが、105試合に出場した。
2006年はトレードでアリゾナ・ダイヤモンドバックスに移籍したオーランド・ハドソンの穴埋め要員として、二塁手のレギュラーとして2005年を上回る成績をマークした。
2007年は自己最多の160試合に出場。1993年にロベルト・アロマーが樹立した二塁手の球団本塁打記録に並ぶ17本塁打をマーク。また、盗塁数は4と試行回数こそ少なかったものの、5月には球団史上2人目のホームスチールを成功させた。
2008年4月に2011年までの4年総額1200万ドル(3年間のオプションも含めると最大で7年総額3600万ドル)で契約延長。しかし、5月29日のオークランド・アスレチックス戦で遊撃手のデビッド・エクスタインと交錯し、脳震盪が起こり、そのままシーズンを終えた。
2009年は4月からコンスタントに本塁打を量産。最終的にリーグ3位となる36本塁打をマーク。オールスターにも初選出され、カムバック賞、シルバースラッガー賞を受賞し飛躍の年となった。
2010年は開幕直後にハムストリングを痛め故障者リスト入りした。復帰後も怪我の影響で例年よりも守備指標では悪化しエラー数も増加。しかしそれ以上に打撃面で苦しみ、26本塁打を放ちパワーは昨季ほどではないものの健在であることを見せたが、打率は.205とキャリアワーストの2008年の.263と比べても非常に悪い、極度の打撃不振に陥る。長打率は4割に満たなかった。
2011年も打撃不振が続き、本塁打が大きく減少した。

### ダイヤモンドバックス時代

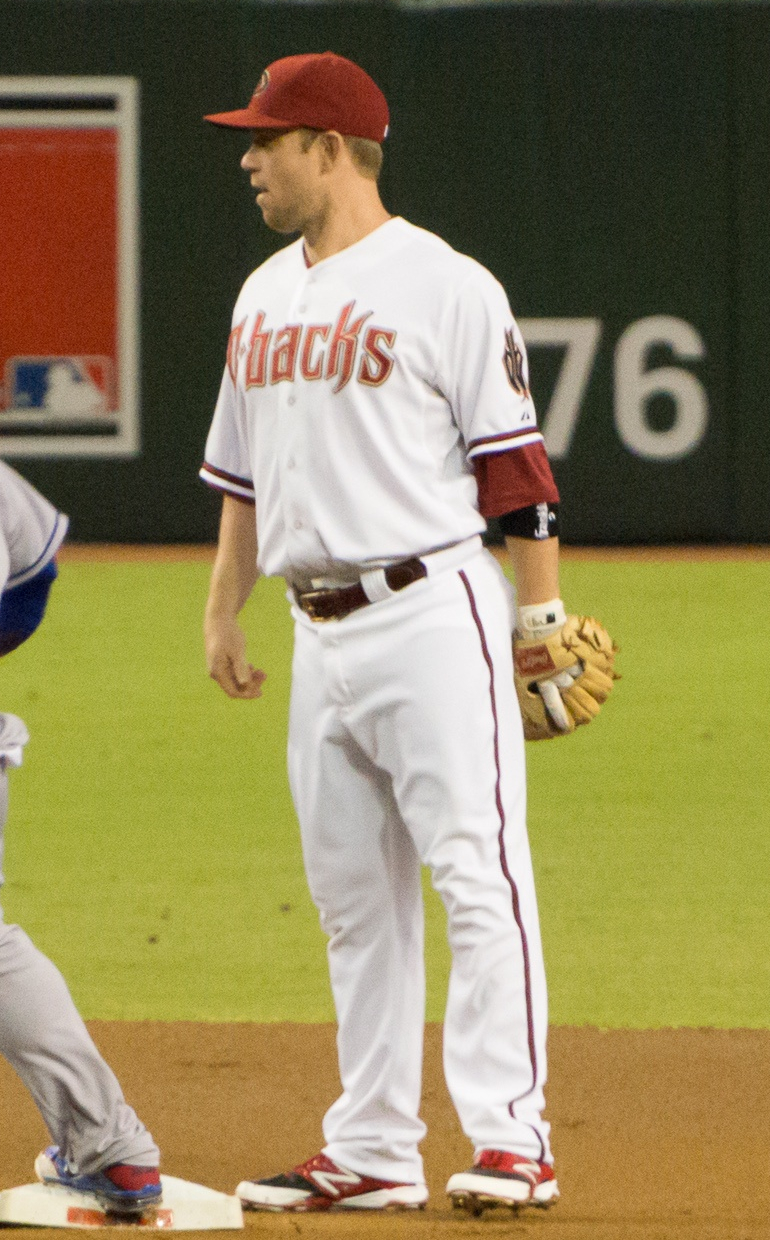
アリゾナ・ダイヤモンドバックス時代
(2013年9月16日)

2011年8月23日にケリー・ジョンソンとのトレードで、ジョン・マクドナルドと共にダイヤモンドバックスへ移籍、移籍後は調子を上げた。シーズン終了後、球団はヒルの2013年までの2年1600万ドルのオプションを一旦破棄し、その後2年1100万ドルで再契約を結んだ。
2012年は2度のサイクル安打を達成し、自己最高の打率.302、OPS.882を記録。本塁打も26本放ち、3年ぶりのシルバースラッガー賞を受賞を果たした。
2013年2月8日に翌年から3年3500万ドルでダイヤモンドバックスと契約を延長した。4月9日のピッツバーグ・パイレーツ戦では死球で骨折するアクシデントにも見舞われて87試合の出場に留まったが、打率.291・OPS0.818と2年連続で好成績をマークした。
2014年、2年ぶりに規定打席に到達したが、.240台の打率に終わり不振だった。
2015年は116試合の出場に留まり、またしても規定打席に届かなかった。打撃面では通算150本塁打を達成したが、更に劣化が進んで打率.230・6本塁打・39打点・OPS0.640という低調な成績に終わった。走塁面では、盗塁が2年連続で増加して7盗塁を決め、成功率は78%だった。守備では、二塁手と三塁手を守り分けた。本職の二塁は47試合で守り、2失策・守備率.989・DRS + 1という内容で、平均レベルの堅実さを見せた。一方、三塁では38試合で4失策・守備率.952・DRS - 4という成績に終わった。他に、指名打者としても2試合に起用された。

### ブルワーズ時代
2016年1月30日にジーン・セグラ、タイラー・ワグナーとのトレードで、チェイス・アンダーソン、イーサン・ディアスと共にミルウォーキー・ブルワーズへ移籍した。ブルワーズではサードないしセカンドで起用され、78試合で打率.283・8本塁打・29打点・4盗塁というまずまずの成績を残した。守備はサード59試合、セカンド20試合を守り、DRSはそれぞれ + 4と0だった。

### レッドソックス時代
2016年7月7日にアーロン・ウィルカーソン、ウェンデル・リーホとのトレードで、ボストン・レッドソックスへ移籍した。レッドソックスではサードで使われ47試合に出場したが、打率.218・2本塁打・9打点という成績に留まり、バッティングはメルトダウンした。サードの守備（44試合）も劣化し、3失策・守備率.960・DRS - 1と、やや不安定だった。ブルワーズとの合算では、125試合の出場で打率.262・2年ぶりの2ケタ本塁打となる10本塁打・38打点・4盗塁という成績を記録。メインで守ったサードの守備は、計103試合で5失策・守備率.976・DRS + 3というものだった。オフの11月3日にFAとなった。

### ジャイアンツ時代
2017年2月17日にサンフランシスコ・ジャイアンツのスプリングトレーニングに招待選手として参加することになった。4月2日にメジャー契約を結び、開幕25人枠入りした。6月24日にDFA、29日にFAとなった。

## プレースタイル
小柄な体型ながら二塁手としてはメジャーでも屈指の長打力を持つ。典型的なプルヒッターで、たまに右翼から中堅方向へのヒットも見られるが、本塁打の打球はほぼ全て左翼方向への本塁打となっている。
課題は出塁率の低さで、そのため本塁打数の割に長打率やOPSといった指標での数字は意外と伸びない。
守備ではゴールドグラブ賞の受賞こそないものの、堅実で安定した守備を見せ、UZRやプラス・マイナス・システムにおいてトップクラスの数字をマークしている。

## 詳細情報

### 年度別打撃成績
| 年 度     | 球 団     | 試 合 | 打 席 | 打 数 | 得 点 | 安 打 | 二 塁 打 | 三 塁 打 | 本 塁 打 | 塁 打 | 打 点 | 盗 塁 | 盗 塁 死 | 犠 打 | 犠 飛 | 四 球 | 敬 遠 | 死 球 | 三 振 | 併 殺 打 | 打 率 | 出 塁 率 | 長 打 率 | O P S |
| --------- | --------- | ----- | ----- | ----- | ----- | ----- | -------- | -------- | -------- | ----- | ----- | ----- | -------- | ----- | ----- | ----- | ----- | ----- | ----- | -------- | ----- | -------- | -------- | ----- |
| 2005      | TOR       | 105   | 407   | 361   | 49    | 99    | 25       | 3        | 3        | 139   | 40    | 2     | 1        | 3     | 4     | 34    | 0     | 5     | 41    | 5        | .274  | .342     | .385     | .727  |
| 2006      | TOR       | 155   | 606   | 546   | 70    | 159   | 28       | 3        | 6        | 211   | 50    | 5     | 2        | 4     | 5     | 42    | 5     | 9     | 66    | 15       | .291  | .349     | .386     | .735  |
| 2007      | TOR       | 160   | 657   | 608   | 87    | 177   | 47       | 2        | 17       | 279   | 78    | 4     | 3        | 3     | 5     | 41    | 1     | 0     | 102   | 21       | .291  | .333     | .459     | .792  |
| 2008      | TOR       | 55    | 229   | 205   | 19    | 54    | 14       | 0        | 2        | 74    | 20    | 4     | 2        | 4     | 1     | 16    | 0     | 3     | 31    | 4        | .263  | .324     | .361     | .685  |
| 2009      | TOR       | 158   | 734   | 682   | 103   | 195   | 37       | 0        | 36       | 340   | 108   | 6     | 2        | 1     | 4     | 42    | 1     | 5     | 98    | 17       | .286  | .330     | .499     | .829  |
| 2010      | TOR       | 138   | 580   | 528   | 70    | 108   | 22       | 0        | 26       | 208   | 68    | 2     | 2        | 1     | 2     | 41    | 2     | 8     | 85    | 8        | .205  | .271     | .394     | .665  |
| 2011      | TOR       | 104   | 429   | 396   | 38    | 89    | 15       | 1        | 6        | 124   | 45    | 16    | 3        | 0     | 6     | 23    | 1     | 4     | 53    | 8        | .225  | .270     | .313     | .584  |
| 2011      | ARI       | 33    | 142   | 124   | 23    | 39    | 12       | 2        | 2        | 61    | 16    | 5     | 4        | 2     | 1     | 12    | 0     | 3     | 19    | 2        | .315  | .386     | .492     | .878  |
| '11計     | ARI       | 137   | 571   | 520   | 61    | 128   | 27       | 3        | 8        | 185   | 61    | 21    | 7        | 2     | 7     | 35    | 1     | 7     | 72    | 10       | .246  | .299     | .356     | .655  |
| 2012      | ARI       | 156   | 668   | 609   | 93    | 184   | 44       | 6        | 26       | 318   | 85    | 14    | 5        | 1     | 2     | 52    | 7     | 4     | 86    | 15       | .302  | .360     | .522     | .882  |
| 2013      | ARI       | 87    | 362   | 327   | 45    | 95    | 21       | 1        | 11       | 151   | 41    | 1     | 4        | 0     | 1     | 29    | 2     | 5     | 48    | 6        | .291  | .356     | .462     | .818  |
| 2014      | ARI       | 133   | 541   | 501   | 52    | 122   | 26       | 3        | 10       | 184   | 60    | 4     | 3        | 0     | 7     | 28    | 0     | 5     | 92    | 16       | .244  | .287     | .367     | .654  |
| 2015      | ARI       | 116   | 353   | 313   | 32    | 72    | 18       | 0        | 6        | 108   | 39    | 7     | 2        | 0     | 8     | 31    | 0     | 1     | 54    | 9        | .230  | .295     | .345     | .640  |
| 2016      | MIL       | 78    | 292   | 254   | 34    | 72    | 11       | 0        | 8        | 107   | 29    | 4     | 2        | 0     | 4     | 30    | 0     | 2     | 43    | 5        | .283  | .359     | .421     | .780  |
| 2016      | BOS       | 47    | 137   | 124   | 14    | 27    | 3        | 0        | 2        | 36    | 9     | 0     | 0        | 0     | 0     | 11    | 2     | 1     | 16    | 1        | .218  | .287     | .290     | .577  |
| '16計     | BOS       | 125   | 429   | 378   | 48    | 99    | 14       | 0        | 10       | 143   | 38    | 4     | 2        | 0     | 4     | 41    | 2     | 3     | 59    | 6        | .262  | .336     | .378     | .714  |
| 2017      | SF        | 34    | 80    | 68    | 7     | 9     | 2        | 1        | 1        | 16    | 7     | 0     | 0        | 0     | 1     | 11    | 0     | 0     | 13    | 2        | .132  | .250     | .235     | .485  |
| MLB：13年 | MLB：13年 | 1559  | 6217  | 5646  | 736   | 1501  | 325      | 22       | 162      | 2356  | 695   | 74    | 35       | 19    | 51    | 443   | 21    | 55    | 847   | 134      | .266  | .323     | .417     | .740  |

- 各年度の太字はリーグ最高

### 表彰
MiLB
- オールスター・フューチャーズゲームMVP：1回（2004年）

MLB
- シルバースラッガー賞：2回（2009年<ア・リーグ二塁手部門>、2012年<ナ・リーグ二塁手部門>）
- カムバック賞：1回（2009年）
- プレイヤーズ・チョイス・アワーズ・カムバック賞：1回（2009年）
- フィールディング・バイブル・アワード：2回（2007年、2009年）

### 記録
MiLB
- オールスター・フューチャーズゲーム選出：1回（2004年）

MLB
- MLBオールスターゲーム選出：1回（2009年）
- サイクル安打：2回（2012年6月18日、2012年6月29日）

### 背番号
- 2（2005年 - 2015年）
- 9（2016年 - 同年7月6日）
- 18（2016年7月7日 - 同年終了）
- 7（2017年）